# Philippe Moureaux
Philippe Moureaux (ur. 12 kwietnia 1939 w Etterbeek, zm. 15 grudnia 2018 w Brukseli) – belgijski francuskojęzyczny polityk oraz historyk, parlamentarzysta oraz minister.

## Życiorys
Z wykształcenia doktor w zakresie literatury i historii filozofii, kształcił się na Université Libre de Bruxelles. Na tej uczelni zajmował stanowisko profesora historii gospodarczej. Działał we frankofońskiej Partii Socjalistycznej, od 1995 był jej wiceprzewodniczącym.
W 1980 krótko był ministrem spraw wewnętrznych i reform instytucjonalnych, następnie do 1981 zajmował stanowisko ministra sprawiedliwości i reform instytucjonalnych w rządach Wilfrieda Martensa. W latach 1981–1995 sprawował mandat posła do Izby Reprezentantów. Pomiędzy 1981 a 1985 i ponownie od lutego do maja 1988 był ministrem-prezydentem wspólnoty francuskiej Belgii. W 1983 po raz pierwszy został radnym gminnym Sint-Jans-Molenbeek.
W 1988 wszedł w skład władz administracyjnych Regionu Stołecznego Brukseli, obejmując stanowisko zastępcy ministra-prezydenta oraz ministra spraw regionalnych i reform instytucjonalnych. Był nim do 1991, następnie do 1992 odpowiadał za sprawy społeczne.
W latach 1992–1993 w rządzie federalnym sprawował urząd ministra spraw społecznych. W okresie 1993–1997 był członkiem rady dyrektorów (od 1995 przewodniczącym) portu w Brukseli. W 1992 po raz pierwszy został burmistrzem Sint-Jans-Molenbeek. Zajmował to stanowisko do 2012. Od 1999 do 2014 jako przedstawiciel wspólnoty francuskiej zasiadał w krajowym Senacie.
Uhonorowany tytułem ministra stanu, odznaczony Krzyżem Wielkim Orderu Leopolda II oraz Krzyżem Komandorskim Orderu Leopolda.